# 1825年經濟危機
1825年經濟危機（Panic of 1825）是發生於1825年的一場經濟危機，始于英格兰银行引發的股災，部分原因是源于英國对拉丁美洲的投机性投资以及工業生產過剩，以及拿破崙戰爭後英國採取擴張性货币政策導致大量投機性企業出現和英國銀行投放高風險貸款。   
此次經濟危機對英國影響最大，1825年10月1日至1826年10月1日，英國共發生3549起破產事件，70多家銀行破產，出口的棉布數量下降23%，棉花價格下跌59%，咖啡價格下跌39%。 

## 備註
1. ↑  . 宋文周编 西宁：青海人民出版社 1984 第134页.
2. ↑  Bordo, Michael D.,  (PDF), Review (Federal Reserve Bank of St. Louis), May–June 1998, 80 (3)  [June 2012], doi:10.20955/r.80.77-82, （原始内容存档 (PDF)于2016-12-14）
3. ↑  Neal, Larry,  (PDF), Review (Federal Reserve Bank of St. Louis), May–June 1998, 80 (3)  [June 2012], doi:10.20955/r.80.53-76, （原始内容存档 (PDF)于2016-12-14）
4. ↑  . 程小军 北京：中国戏剧出版社 2007 第241页.
5. ↑  . 包海松 北京：中国经济出版社 2014 第224页.
6. ↑  . 陈更生主编 成都：四川人民出版社 1987 第2页.

## 更多阅读
- Bordo, Michael D. Commentary May/June 1998. St. Louis Federal Reserve Review.（页面存档备份，存于）
- Fetter, Frank W. A Historical Confusion in Bagehot's Lombard Street Economica, New Series, Vol. 34, No. 133 (February 1967), pp. 80–83. （页面存档备份，存于）
- Haupert, Michael. . Glasner, David; Cooley, Thomas F.  (编). . Garland Publishing. 1997: 511–13. ISBN 0-8240-0944-4.
- Kynaston, David. . New York: Bloomsbury. 2017: 119–122. ISBN 978-1408868560.